# Uwe Schummer

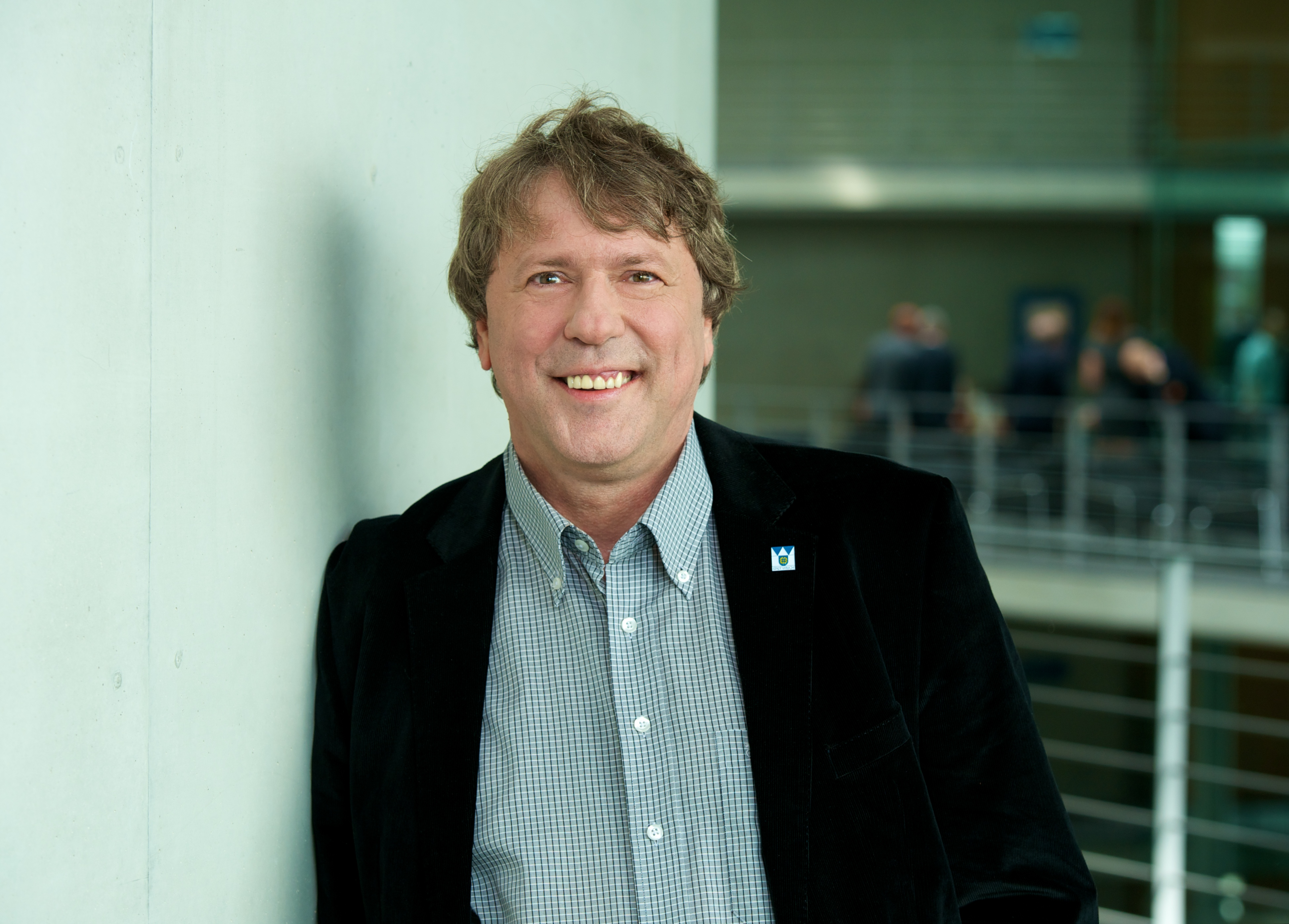
Uwe Schummer (2012)

Uwe Schummer (* 14. November 1957 in Adelaide, Australien) ist ein deutscher Politiker (CDU) und Handelskaufmann aus Willich. Er war von 2002 bis 2021 Mitglied des Deutschen Bundestages und von 2018 bis 2021 Vorsitzender der Arbeitnehmergruppe der CDU/CSU-Bundestagsfraktion.

## Leben und Beruf
Nach der Mittleren Reife 1974 absolvierte Schummer eine Lehre zum Kaufmann im Groß- und Außenhandel und leistete anschließend von 1979 bis 1980 seinen Wehrdienst bei der Sportförderkompanie in Warendorf ab. Er nahm von 1978 bis 1983 an den Deutschen Leichtathletik-Meisterschaften im 400-Meter-Lauf teil und gehörte dem Olympia-B-Kader des Deutschen Leichtathletik-Verbandes an. Nach dem Wehrdienst war Schummer ab 1980 als kaufmännischer Angestellter bei den Stadtwerken Willich tätig, bis er 1983 als Jugendbildungsreferent zur Katholischen Arbeitnehmer-Bewegung (KAB) wechselte. Von 1987 bis 1989 leitete er das Abgeordnetenbüro des damaligen Bundesarbeitsministers Norbert Blüm (CDU) und wurde 1989 Pressesprecher der  CDA Deutschlands. Schummer war von 1996 bis 2002 Geschäftsführer der CDA und ab 1998 Chefredakteur der von der CDA herausgegebenen Zeitschrift Soziale Ordnung. Seit 2004 ist er im Beirat der action medeor in Tönisvorst. Als Arbeitnehmervertreter war Schummer von 2010 bis 2016 Mitglied des Aufsichtsrates der RWE Power AG. Er ist Mitglied der IG Metall. Am 8. November 2014 wurde Uwe Schummer zum Landesvorsitzenden der Lebenshilfe NRW gewählt. Von 2014 bis 2018 war er Beauftragter der CDU/CSU-Bundestagsfraktion für Menschen mit Behinderung. Von 2018 bis 2021 war er Vorsitzender der Arbeitnehmergruppe der CDU/CSU-Bundestagsfraktion.
Uwe Schummer wurde am 14. Dezember 2020 von Bundestagspräsident Wolfgang Schäuble das Bundesverdienstkreuz am Bande überreicht.
Schummer lebt seit 2009 in einer eingetragenen Partnerschaft mit seinem Lebensgefährten.

## Partei

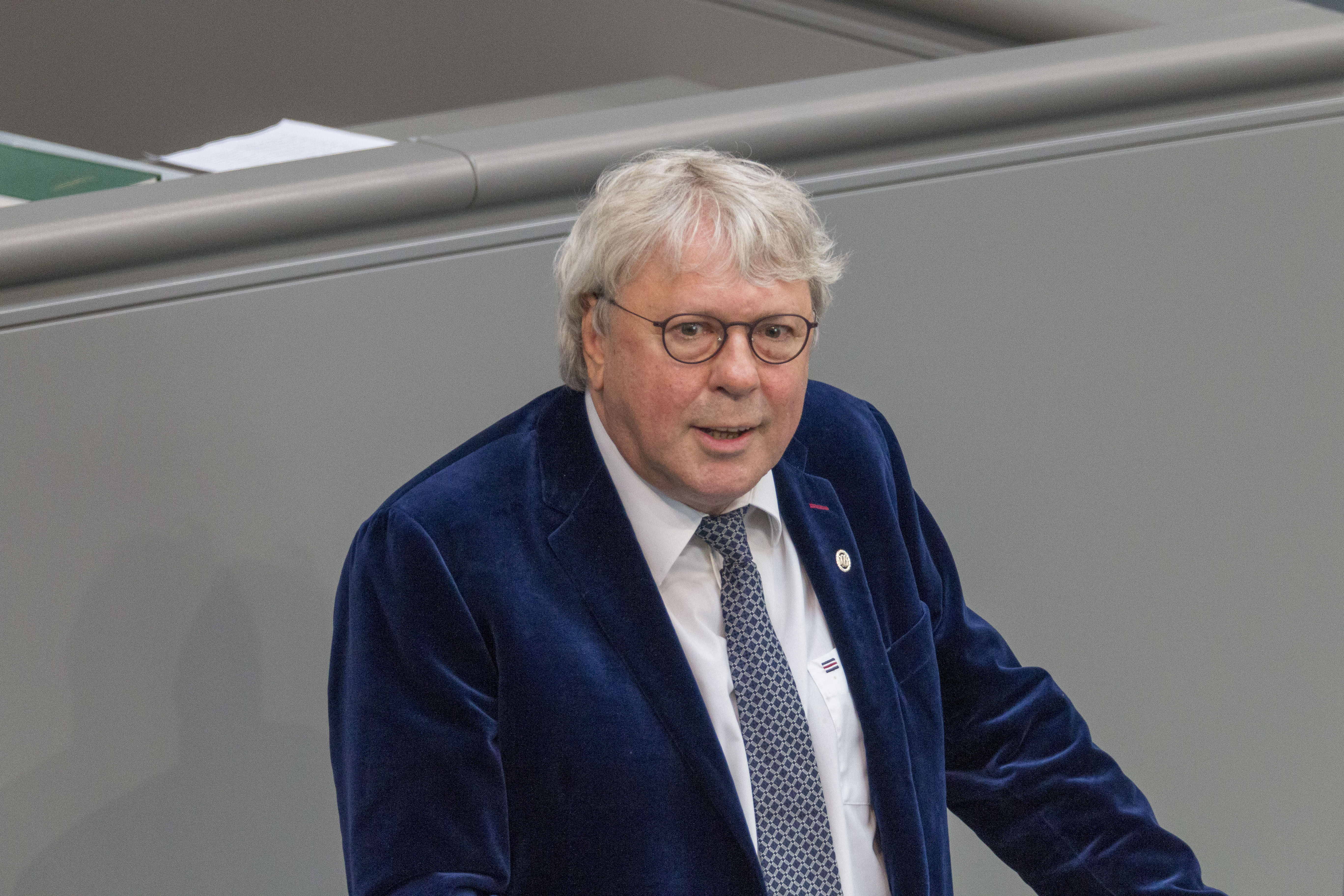
Uwe Schummer, 2020 im Deutschen Bundestag

Schummer trat 1973 in die CDU ein. Von 2003 bis 2017 war er Vorsitzender der CDU Willich. Nach 14 Jahren gab er den Parteivorsitz an Christian Paksuch ab. Er engagiert sich haupt- und ehrenamtlich besonders in der Christlich-Demokratischen Arbeitnehmerschaft Deutschlands (CDA). So war er von 1987 bis 1989 Bundesvorsitzender der CDA-Nachwuchsorganisation Junge Arbeitnehmerschaft. Von 1996 bis 2002 wirkte er als Geschäftsführer der CDA. Schummer war zwischen 2001 und 2013 Vorsitzender des CDA-Bezirksverbandes Niederrhein und gehörte von 2003 bis 2013 als Beisitzer dem CDA-Bundesvorstand an.
Schummer war von 2003 bis 2021 stellvertretender Vorsitzender des CDU-Kreisverbandes Viersen.

## Abgeordneter
Schummer war seit 2002 Mitglied des Deutschen Bundestages. Seit 2005 war er einer der stellvertretenden Vorsitzenden der Arbeitnehmergruppe der CDU/CSU-Bundestagsfraktion und seit 2018 Vorsitzender. Er war Mitglied im Ausschuss für Bildung, Forschung und Technikfolgenabschätzung, in dem er von 2009 bis 2014 Obmann seiner Fraktion war. Im 19. Deutschen Bundestag war Schummer ordentliches Mitglied im Ausschuss für Arbeit und Soziales und gehörte zudem als stellvertretendes Mitglied dem Ausschuss für Gesundheit, sowie der Enquete-Kommission „Berufliche Bildung“ an.
Schummer zog stets als direkt gewählter Abgeordneter des Wahlkreises Viersen in den Bundestag ein:
- Bundestagswahl 2002 (44,1 % der Erststimmen)
- Bundestagswahl 2005 (48,1 % der Erststimmen)
- Bundestagswahl 2009 (48,9 % der Erststimmen)
- Bundestagswahl 2013 (53,0 % der Erststimmen)[10]
- Bundestagswahl 2017 (47,9 % der Erststimmen)[11]

Schummers Vorgänger im Wahlkreis Viersen war 22 Jahre lang der CDU-Politiker Julius Louven. Schummer trat nicht mehr zur Bundestagswahl am 26. September 2021 an.
Sein Nachfolger im Wahlkreis ist der Arbeitsrichter Martin Plum. Dieser zog nach der Bundestagswahl 2021 erstmals in den Bundestag ein.